# Stelis lopezii
Stelis lopezii är en orkidéart som beskrevs av Carlyle August Luer. Stelis lopezii ingår i släktet Stelis och familjen orkidéer. Inga underarter finns listade i Catalogue of Life.